# محمود الرمحي
محمود أحمد عبد الرحمن الرمحي (ولد في 1963م، البيرة)، طبيب وسياسي فلسطيني، ونائب في المجلس التشريعي الفلسطيني عن كتلة التغيير والإصلاح التابعة لحركة المقاومة الإسلامية حماس.

## حياته الشخصية
د. محمود الرمحي متزوج وأب لأربعة أبناء وبنت.

## تعليم ووظائف
حاصل على شهادة البكالوريوس من كلية الطب في روما - إيطاليا عام 1987م.
وشغل هناك منصب رئيس اتحاد الطلبة المسلمين في روما لمدة 4 سنوات.
ثم أسس المركز الطبي للجنة زكاة رام الله وتولى إدارته حتى عام 1996م.
حصل على البورد الفلسطيني في تخصص التخدير والعناية المكثفة من مستشفى المقاصد بالقدس المحتلة عام 2001م.

## في السجن
تعرض الرمحي للاعتقال على يد الاحتلال الصهيوني أكثر من مرة قضى خلالها عدة سنوات في الأسر، كان منها 28 شهراً، وأفرج عنه من سجون الاحتلال بتاريخ 30/3/2009، ثم اعيد اعتقاله مرة أخرى. واعتقل مرة أخرى وهو الآن -حتى كتابة هذا التقرير في 7/2014- يمضي اعتقالا إداريا جدد للمرة الرابعة بتهمة تمثيل الشعب الفلسطيني في المجلس التشريعي عن كتلة التغيير والإصلاح.
لم يكن السجن عائقا أمامه لإكمال المشوار، حيث احتضن النائب الرمحي الأسرى وكان معهم ناصحاً نشطاً، فجعل من السجن حلقات علمية يعلم بها الأسرى مساقاتهم الدراسية كمادة الصحة النفسية، واللغة الإنجليزية، إلى جانب محاضرات الفكر السياسي، وغيرها من كل ما يهمهم.
أم محمد الرمحي زوجة النائب الأسير تحدثت عن معنوياته العالية التي لم تهزها القضبان ولاقرارات الاحتلال حينما مدد مدة الاعتقال لأربع مرات متتالية، قائلة: «في زيارتي الأخيرة لزوجي حدثني عنمهامه اليومية تجاه الأسرى، وكيف يقوم بتدريس المساقات الدراسية للطلبة الجامعيين والتنسيق مع الجامعات لاعتماد الدرجات، إضافة إلى ما يقوم به من نشاطات مع إخوانه الأسرى، حتى يخفف عنهم ظروف السجن القاسية».
عمل الدكتور الرمحي على إعادة ترتيب المكتب السياسي لحركة «حماس» في الضفة وغزة عام 1990، وكان مسئولا عن المكتب السياسي لمنطقة الوسط في حركة حماس والتي تشمل مناطق (رام الله، القدس، بيت لحم، أريحا) حتى نهاية العام 1992.
اعتقل الرمحي لمدة 28 شهراً في السجون الإسرائيلية، وغرم مالياً مبلغ (10000شيكل)، وبالإضافة إلى 7 سنوات مع وقف التنفيذ. وبعد الإفراج عنه عام 1995 عمل ممثلا لحركة حماس في لجنة المؤسسات الوطنية والإسلامية في محافظة رام الله.

## الحوار مع السلطة الفلسطينية
وشغل الرمحي منصب عضو وفد الضفة الغربيّة عن حماس للحوار مع السلطة الفلسطينيّة التابعة لحركة فتح قبل أن تشرحه حركة حماس للانتخابات التشريعية الفلسطينية، والتي فازت بها حماس بالأغلبية مطلع العام الحالي.

## مع الدول الأوروبية
وكانت دول أوروبية قد رفضت منح الرمحي تأشيرات دخول إلى بلادها، بعد أن انتخب أمينا للسر في المجلس التشريعي، حيث حاولت حماس الاستعانة بقدرته على الإقناع والحوار، وتمكنه من اللغتين الإيطالية والإنجليزية، بأن ينقل رسائل لها إلى دول أوروبية علها تعدل من مواقفها المتشددة من الحركة، إلا أن محاولته فشلت.

## في المجلس التشريعي الفلسطيني
شغل الرمحي منصب أمين سر المجلس التشريعي الفلسطيني بعد فوز حركة حماس في الانتخابات التشريعية عام 2006، واستحق الرمحي هذا المنصب بجدارة نظرا لطبيعته القيادية وإتقانه لعدة لغات وقدرته الكبيرة على الإقناع والحوار، ومارس دورا فاعلا في العديد من القضايا بالضفة الغربية كالحوار مع السلطة الفلسطينية (فتح) وممثلا للحركة في لجنة المؤسسات الوطنية والإسلامية.